# 羊红膻
羊红膻（学名：Pimpinella thellungiana）为伞形科茴芹属的植物。分布于俄罗斯以及中国大陆的河北、东北、山东、陕西、山西、内蒙古等地，生长于海拔600米至1,700米的地区，一般生长在河边、林下、草坡和灌丛中，目前尚未由人工引种栽培。